# Garahan
Garahan is een bestuurslaag in het regentschap Jember van de provincie Oost-Java, Indonesië. Garahan telt 12.072 inwoners (volkstelling 2010).